# 伯克維爾 (阿拉巴馬州)
伯克維爾（英語：Burkville）是一個位於美國阿拉巴馬州朗茲縣的非建制地區。該地的面積和人口皆未知。

## 地理
伯克維爾的座標為32°19′41.48″N 86°32′12.87″W / 32.3281889°N 86.5369083°W，而該地的平均海拔高度為46米（即151英尺）。